# شهرستان گورنوماریسکی
شهرستان گورنوماریسکی (به لاتین: Gornomariysky District) یک شهرستان در روسیه است که در ماری ال واقع شده‌است.